# Scepter
Et scepter (fra græsk skeptron, (stav)) er en udsmykket stav som bliver brugt som værdighedstegn af myndighedspersoner, særlig monarker. Ofte er et scepter en del af kronjuvelerne. Sceptere er kendt siden oldtiden. De er ofte af et ædelt metal og har indsatte ædelsten og andre ornamenter.